# Apera
Apera là một chi thực vật có hoa trong họ Hòa thảo (Poaceae).

## Loài
Chi Apera gồm các loài: